# 唐明述
唐明述（1929年3月31日—），四川安岳人，无机非金属材料专家，中国工程院院士，南京工业大学教授。

## 履历[1]
- 1956年，南京工学院化工系研究生毕业。
- 1995年，当选中国工程院院士。